# Ponte dei Mulini
Il ponte dei Mulini è un ponte diga creato con altre opere idrauliche al fine di regolare le acque del fiume Mincio che circondavano la città di Mantova, causa frequente di alluvioni.

## Storia

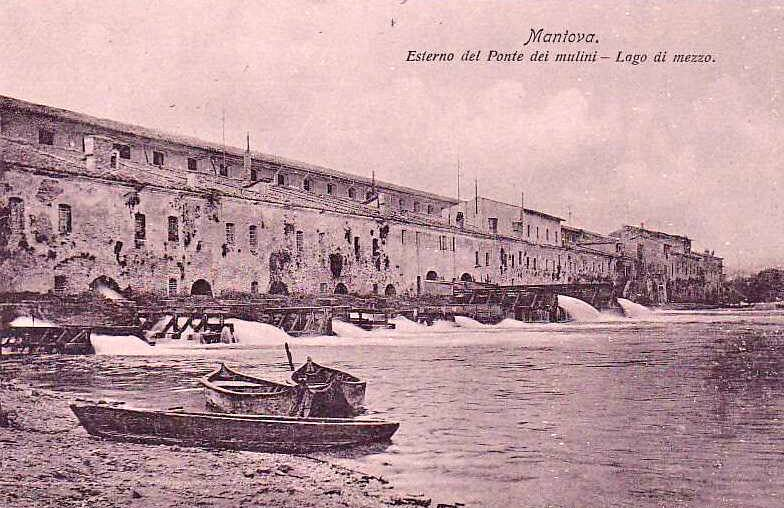
Ponte dei Mulini nel 1920.

Tale grandioso progetto, iniziato nel 1188, fu concluso nel 1199. Allo scopo l'opera fu affidata dalle autorità comunali mantovane all'ingegnere bergamasco Alberto Pitentino, che costruì il ponte su un manufatto più basso e antico, probabilmente di epoca romana. Fu così, artificialmente, creato il sistema dei quattro laghi, attualmente tre a causa del successivo interramento del lago Paiolo, che fino alla fine del settecento hanno resa Mantova un'isola facilmente difendibile da eserciti nemici.
L'opera idraulica cardine di tutto il sistema progettato dal Pitentino era il ponte dei Mulini, una possente diga di terra e mattoni, inaugurato nel 1190 che tratteneva e innalzava le acque a monte della diga stessa allo scopo di formare il lago Superiore in sostituzione di acquitrini paludosi e insalubri. Fu creato uno scaricatore detto "vaso di porto" che faceva defluire l'acqua nei laghi di Mezzo e Inferiore situati ad un livello inferiore. Il dislivello creato artificialmente fu altresì utilizzato a partire dall'anno 1229 per alimentare 12 mulini.
Durante la seconda guerra mondiale, nel 1944, lo storico ponte fu distrutto dai bombardamenti aerei.
Il ponte fu ricostruito perdendo i dodici mulini e il passaggio coperto. Furono invece recuperate le dodici statue dei Santi Apostoli realizzate da Giovanni Angelo Finali che decoravano i dodici mulini del ponte. Le statue ora sono esposte al MACA - Mantova Collezioni Antiche.